# Olympische Geschichte Mauretaniens
| Gelbes Symbol für Goldmedaillen mit stilisierten Olympischen Ringen | Graues Symbol für Silbermedaillen mit stilisierten Olympischen Ringen | Braundes Symbol für Bronzemedaillen mit stilisierten Olympischen Ringen |
| ------------------------------------------------------------------- | --------------------------------------------------------------------- | ----------------------------------------------------------------------- |
| —                                                                   | —                                                                     | —                                                                       |

Mauretanien, dessen NOK, das Comité national olympique et sportif mauritanien, 1962 gegründet und 1979 vom IOC anerkannt wurde, nimmt seit 1984 an Olympischen Sommerspielen teil. An Winterspielen nahmen bislang keine mauretanischen Sportler teil. Medaillen wurden bislang nicht gewonnen.

## Übersicht
Zwei Ringer bildeten die Olympiamannschaft Mauretaniens bei der ersten Teilnahme an Olympischen Spielen 1984 in Los Angeles. Der erste Olympionike seines Landes war Mamadou Diallo, der am 7. August 1984 im Halbschwergewicht antrat. 1988 in Seoul nahmen erstmals mauretanische Leichtathleten teil. Mit der 100-Meter-Läuferin Fatou Dieng ging am 23. September 2000 bei den Spielen von Sydney erstmals eine Frau aus Mauretanien an den Start. In Paris 2024 wurde Mauretanien durch Camil Doua erstmals im Schwimmen vertreten.
Bei den bislang elf Teilnahmen an Olympischen Sommerspielen hat es kein Teilnehmer des Landes geschafft, die erste Runde seines Wettkampfes zu überstehen.

## Übersicht der Teilnehmer

### Sommerspiele
| Jahr      | Athleten           | Athleten           | Athleten           | Sportarten         | Sportarten         | Sportarten         | Medaillen          | Medaillen          | Medaillen          | Medaillen          | Rang |
| Jahr      | Gesamt             |                    |                    |                    |                    |                    |                    |                    |                    | Medaillen – Gesamt | Rang |
| --------- | ------------------ | ------------------ | ------------------ | ------------------ | ------------------ | ------------------ | ------------------ | ------------------ | ------------------ | ------------------ | ---- |
| 1896–1980 | nicht teilgenommen | nicht teilgenommen | nicht teilgenommen | nicht teilgenommen | nicht teilgenommen | nicht teilgenommen | nicht teilgenommen | nicht teilgenommen | nicht teilgenommen | nicht teilgenommen |      |
| 1984      | 2                  | 2                  | 0                  |                    | 2                  |                    |                    |                    |                    |                    |      |
| 1988      | 6                  | 6                  | 0                  | 2                  | 4                  |                    |                    |                    |                    |                    |      |
| 1992      | 6                  | 6                  | 0                  | 6                  |                    |                    |                    |                    |                    |                    |      |
| 1996      | 4                  | 4                  | 0                  | 4                  |                    |                    |                    |                    |                    |                    |      |
| 2000      | 2                  | 1                  | 1                  | 2                  |                    |                    |                    |                    |                    |                    |      |
| 2004      | 2                  | 1                  | 1                  | 2                  |                    |                    |                    |                    |                    |                    |      |
| 2008      | 2                  | 1                  | 1                  | 2                  |                    |                    |                    |                    |                    |                    |      |
| 2012      | 2                  | 1                  | 1                  | 2                  |                    |                    |                    |                    |                    |                    |      |
| 2016      | 2                  | 1                  | 1                  | 2                  |                    |                    |                    |                    |                    |                    |      |
| 2020      | 2                  | 1                  | 1                  | 2                  |                    |                    |                    |                    |                    |                    |      |
| 2024      | 2                  | 1                  | 1                  | 1                  |                    | 1                  |                    |                    |                    |                    |      |
| Gesamt    | Gesamt             | Gesamt             | Gesamt             | Gesamt             | Gesamt             | Gesamt             | 0                  | 0                  | 0                  | 0                  |      |

### Winterspiele
| Jahr      | Athleten           | Athleten           | Athleten           | Sportarten         | Medaillen          | Medaillen          | Medaillen          | Medaillen          | Rang               |
| Jahr      | Gesamt             |                    |                    | Sportarten         |                    |                    |                    | Medaillen – Gesamt | Rang               |
| --------- | ------------------ | ------------------ | ------------------ | ------------------ | ------------------ | ------------------ | ------------------ | ------------------ | ------------------ |
| 1924–2022 | nicht teilgenommen | nicht teilgenommen | nicht teilgenommen | nicht teilgenommen | nicht teilgenommen | nicht teilgenommen | nicht teilgenommen | nicht teilgenommen | nicht teilgenommen |
| Gesamt    | Gesamt             | Gesamt             | Gesamt             | Gesamt             | 0                  | 0                  | 0                  | 0                  |                    |

## Medaillengewinner

### Goldmedaillen
Bislang (Stand August 2024) keine Medaillengewinner

### Silbermedaillen
Bislang (Stand August 2024) keine Medaillengewinner

### Bronzemedaillen
Bislang (Stand August 2024) keine Medaillengewinner